# クロちゃん (お笑い芸人)
クロちゃん（1976年〈昭和51年〉12月10日 - ）は、日本のお笑いタレント、YouTuber。お笑いトリオ・安田大サーカスのボケ担当。本名は黒川 明人（くろかわ あきひと）。
広島県東広島市八本松出身（呉市生まれ）。松竹芸能所属。星座はいて座。身長171cm、体重103kg。

## 来歴
高等学校卒業後、2浪して京都西山短期大学に進学。最初にスキンヘッドにしたのは短大時代で、先輩の卒業式に出席する際、綺麗な服を持っておらず頭だけは綺麗にして行こうと思い丸坊主にしたのがきっかけだった。周りからの評判が良かったことから、それ以来ずっとスキンヘッドにしている。
短大卒業後、花園大学に編入。教員免許を取得しようと教育実習にも行ったが、後に中退。大学時代は少林寺拳法部に所属していた。大学の先輩にチュートリアルの徳井義実、後輩にMAG!C☆PRINCEの平野泰新がおり、2018年に『前略、大徳さん』（中京テレビ）で3人の共演が実現した。
2017年、『水曜日のダウンタウン』（TBS系）のドッキリ企画で、虚言癖があることが発覚して以来、クズキャラとしてブレイク。Twitterのフォロワー数は10万にも満たなかったが、その後の1年で約30万人近く増えている。
2018年12月、YouTubeにて『クロちゃんの96ちゃんねる』を開設。
2019年2月、DDTプロレスリングの興行「マッスルマニア 2019 in 両国〜俺たちのセカンドキャリア〜」に参戦。マッスル坂井と組み、男色ディーノ・山里亮太組を相手に「敗者キャプテン肛門爆破ネットニュース時間差掲載タッグデスマッチ」を行った。

### 「豆柴の大群」のプロデュース
2019年12月、『水曜日のダウンタウン』の企画によりアイドルグループ「豆柴の大群」をプロデュースした（メンバー選抜、1枚目シングルの作詞、同グループ名の名付けなど）。
同年12月25日放送の同番組にて、同グループのプロデューサーを続行するか解任されるかが生放送で発表され、結果、解任が決定する。
2020年2月20日には同グループへのアドバイザーとしての復帰を問う企画が行われた。結果、YouTube関連動画の再生回数で好成績を博したため、26日にアドバイザー就任が決定する。

### アイドルフェスのプロデュース
アイドルフェス「クロフェス」をプロデュースしている。2020年3月21日・22日にて『クロフェス 2020 〜春のアイドル祭だしん!〜』を新木場STUDIO COASTにて実施する予定だったが、新型コロナウイルス感染症の流行の拡大に伴い延期。日程を8月に改めた。
2020年8月16日にて『クロフェス2020〜真夏のアイドル祭だしん!〜』を開催。無観客生配信ライブという形で、『テレ朝動画』にて9時間半にわたって実施。出演者は、クロちゃんが1組ずつ招待状を送って出演を交渉。アイドルたちがステージを盛り上げた。
2021年5月16日に『クロフェス2021〜2回目だしん!みんなでアイドル祭りだ ワワワワワァ〜♪〜』を開催。新木場 USEN STUDIO COASTにて3ステージ（アリーナ・野外・テント）にて実施。
2022年4月29日・30日にて『クロフェス2022〜今年は野外フェスで盛り上がるしん!!〜』を開催。海の森水上競技場にて初の野外フェスを実施。
2023年4月22日・23日にて『クロフェス2023〜野外フェスでキュンからのバッキューン♡だしん！〜』を開催。前年に続いて会場は海の森水上競技場にて実施。
2024年6月1日・2日・8日・9日にて『クロフェス2024～5周年だよ！全員集合だしん！』を開催。開催日を4日間に拡大。アイドル史上初の47都道府県から代表アイドルを集結させた。会場は海の森水上競技場にて実施。長年温めていた企画を実現させた。

## 人物
- 中学（東広島市立八本松中学校）時代に生徒会長を務めていた[23][3][24]。
- スキンヘッドの強面と、顔とギャップのあるソプラノボイスが特徴[10]。
- 散歩が趣味であり、「例えば、傷ついたことがあったとして、それを家に閉じこもって、ひたすら悶々と考えていても、なかなか良い方向に物事は考えられないでしょ。ボクの場合、そんな時は、街を散歩して、いろんな人とすれ違ったり、きれいな景色を見たりして、目や耳からいろんな刺激を得ることで、いつのまにか不思議とポジティブな方向に頭が整理できちゃう」と話している[25]。
- 休みの日に1日中何もせずにすごすというような事は無く、午前中から活動しており、早いときは早朝5時から外出している[26]。
- アルバイトの経験はほとんどない[27]。
- 初めて彼女ができたのは27歳の時。コスプレ焼き肉店で働いていた女性で、この女性について「僕もその時若かったから、彼女が水商売で働く事が嫌だった。だから辞めて欲しいと頼んだら、彼女がコスプレしゃぶしゃぶ店に転職した」と話している[28]。また人生初デートはユニバーサル・スタジオ・ジャパンだったと記憶しており、2019年にこの女性に電話で確認している[29]。
- 社会福祉主事任用資格、アロマコーディネーター、カポエィラ有段者、社交ダンス1級を取得していると主張している[30]。
- 大のアイドルファンであり、自身も元々はアイドル志望で松竹芸能に入った[31]。
- ツイッター上で誹謗中傷を頻繁に受けており、そのたびに「心が強すぎる」などど評されるが、本人は「勘違いしないでほしいけど、ボクだって、誹謗中傷で傷ついたり、落ち込むことは当然ある」と話している[32]。
- 相方のHIROが2017年に脳出血で入院、集中治療室に入っていたHIROが一般の病棟に移り、面会ができるようになったところで、クロちゃんの元へ団長からHIROのお見舞いに今から行こうと誘われたが、パチンコをして当たりが出ていたクロちゃんはこれを拒否した[33]。しかしクロちゃんが通っているパチンコ店はバレており、店まで団長が来て、結局、クロちゃんは団長に首根っこをつかまれながらHIROの病院へ行ったが、「めちゃくちゃ怒られましたね。『相方なのに、そんな風に思ってるのか！』みたいなことを言われて」と語った[33]。クロちゃんは無理やり連れて行かれて、気持ちが収まらず「腹立つから、HIROくんのお見舞いのところに果物がいっぱいあって。メロンとか全部持って帰ってやりました」と告白した[33]。
- 『水曜日のダウンタウン』をはじめとして多数のドッキリ企画に起用されていたが、クロちゃん＝『水曜日のダウンタウン』のイメージが強すぎて仕掛けづらくなり、ドッキリを仕掛けられる回数が激減した[34]。
- 自宅の賃貸マンションに番組スタッフが訪れ部屋がロケ地になることも多いが、下の階や隣の部屋に住む人からの苦情は意外にもないという[35]。
- 手続きや作業が面倒なため、引越しが嫌い。このため、上京して最初に入居したマンション[注釈 1]や2軒目のアパートにはかなりの長期間にわたって居住していた。クロちゃん自身としてはずっと住むつもりであったが、1軒目は後輩の芸人に部屋を譲る必要があったため、2軒目は老朽化によるアパート自体の取り壊しが決定したため、1軒目は団長やHIRO、2軒目は『水曜日のダウンタウン』番組スタッフの協力により、無事に転居が完了した[36][37]。
- テレビ朝日系列『しくじり先生 俺みたいになるな!!』にて40歳を超えても親から仕送りを貰っていることを明かし、仕送り額は20 - 24歳（毎月25万円）、25 - 30歳（毎月20万円）、31 - 35歳（毎月15万円）、36 - 42歳（毎月10万円）で総額は約6000万円と告白した[38]。
- Twitterでは、頻繁に「○○しん」「○○だしん」「○○だしんよ」「○○しんね」などと語尾を付けてツイートしている（例「朝ごはんはヨーグルトだしん!」「確変ゲットだしん!」）。「しん」は、アイドルグループ「Cheeky Parade」（略称：チキパ）（現在は解散）のファンが曲中に叫ぶ掛け声「チキパMIX」[注釈 2]の「カプサイシンって知ってるー?」に由来し、「カプサイシンのシンからとって気に入って使ってるしん!」と説明している[39]。
- 後輩芸人の菊地優志（ワンワンニャンニャン）と仲が良い[40]。
- 高橋みなみと親友関係にあり、多い時には1週間に8回会う[41]。
- TBSのプロデューサーである藤井健太郎はクロちゃんについて「言いたかないけど優秀なんです。実は」と語っている[42]。所属事務所である松竹芸能の社長からは「ヒコロヒーとの二枚看板｣と認められている[43]。高橋みなみはクロちゃんについて仕事前に結構準備することを証言した[44]。

### 健康問題
2018年1月29日放送の医療バラエティー番組『名医のTHE太鼓判!』（TBS）において、「2型糖尿病」と診断される。同年3月12日、ブログにおいて「入院することになった」と報告。しかし、生活改善できず番組に出演する医師は涙を流した。これについて本人は「あいつらマジでうるさいからやめて。泣き真似する女もいるから」と話した。
食事の改善などを目的とした教育入院とされる。同月16日、5日間の教育入院を終えて退院、過去の生活習慣に対する反省の弁を述べた。同年10月22日放送の『名医のTHE太鼓判!』で受けた脳MRI検査で直径7mmの脳動脈瘤が見つかり、医師団から手術を勧められた。
2019年1月8日、カテーテルによる脳動脈瘤手術を受け成功。13日に退院、14日に仕事復帰した。同年4月8日放送の『名医のTHE太鼓判!』で受けた大腸の内視鏡検査で腫瘍性ポリープが発見される。同月5日に切除手術を受けたことをのちに公表。
2020年11月26日放送の医療バラエティー番組『主治医が見つかる診療所 芸能人人間ドックSP!』（テレビ東京）において、医師から「重度の糖尿病で失明・人工透析・足切断の危機」と診断された。

## 出演

### テレビ番組
現在のレギュラー番組
- レンタルクロちゃん（2020年1月31日 - 、中国放送）
- クロナダル（2023年10月2日 - 、テレビ朝日）[55]

過去の出演番組
- くりぃむナントカ（テレビ朝日）
- 笑いの金メダル（ABC）
- 平成教育2005予備校（フジテレビ） - 一時期準レギュラー出演
- YOUたち!（日本テレビ）
- 草野☆キッド（テレビ朝日） - 「草野ランド」の知事選挙に出馬。
- ワンナイR&R（フジテレビ） - 水10!の末期に準レギュラー出演
- おしゃべりやってまーす月曜日（K'z Station）
- フィッシング倶楽部（2010年4月 - 2020年9月、テレビ埼玉）
- とんねるずのみなさんのおかげでした（フジテレビ） - 一時期不定期出演
- 熱血BO-SO TV（千葉テレビ） - エージェント（リポーター）
- あらびき団（TBS）
- イッテ♡恋48（tvk）
- 水曜日のダウンタウン（不定期、TBS）
- パシれ!メロス → クロちゃんのパシれ!メロス（2019年4月6日 - 2022年3月13日、テレビ長崎）[56]
- 高橋みなみのそこそこさんぽ（2022年3月29日 - 2023年6月27日、BSJapanext）

### ドラマ
- ケータイ捜査官7 第23話（2008年9月24日、テレビ東京） - 謎のマッチョマン 役
- トミカヒーロー レスキューフォース（2008年4月5日 - 2009年3月28日、テレビ愛知） - マールの声 役
- 満福少女ドラゴネット 第5話（2010年7月31日、tvk）
- ハイパーヨーヨー バーニング（テレビ東京） - 闇のスピナートリオ・キグマ 役
- 土曜ワイド劇場 司法教官・穂高美子2（2012年9月1日、テレビ朝日）
- 仮面ライダードライブ 第5話・第6話（2014年11月9日・16日、テレビ朝日） - 強盗 役
- ダメな私に恋してください（2016年、TBS） - 星武（ポチ） 役
- 幕末グルメ ブシメシ!（2017年、NHK BSプレミアム） - 与一 役
  - 幕末グルメ ブシメシ! 2（2018年）
- 必殺仕事人（2022年1月9日、ABC・テレビ朝日） - 中野市太郎 役[57]
- まったり!赤胴鈴之助 第5話（2022年2月5日、テレビ大阪） - 川の神様 役[58]
- 夜ドラ 卒業タイムリミット 第6話・10話・13話・14話（2022年4月12日・19日・25日・26日、NHK総合） - 三つ子 役

### テレビアニメ
- ムシブギョー（2013年、テレビ東京） - 穴山小介 役[59]
- あはれ!名作くん（2017年、NHKEテレ） - カニちゃん、ハシモト 役
- 僕のヒーローアカデミア（2021年、読売テレビ） - 全身に針を出現させる異能解放軍メンバー 役（黒川明人名義）

### OVA
- ムシブギョー（2015年） - 穴山小介 役 ※「常住戦陣!!ムシブギョー」単行本第17巻OVA付き特別版

### Web番組
- HITOSHI MATSUMOTO presents ドキュメンタル シーズン4（2017年、Amazon Prime Video）
- 邪道だらけの夜の大運動会2018（AbemaSPECIAL2チャンネル、2018年4月30日・5月1日） - デモンストレーター、金クロちゃん 役[60]
- クロちゃんのアイドル紹介するしん!!（2018年4月10日 - 、K'z Station）
- DDTLIVE!マジ卍超 "路上プロレス" in AbemaTowers（2019年3月29日、AbemaGOLDチャンネル・格闘2チャンネル）[61]
- ABEMA BOATRACE TOWN/CAMPUS/CRUISE/SPACE（ABEMA BOATRACEチャンネル） - MC
  - ABEMA BOATRACE TOWN『クロちゃんのボート女子育成計画』（2020年6月5日 - 2021年3月26日）[62]
  - ABEMA BOATRACE CAMPUS『教えて!クロちゃん先生』（2021年4月2日 - 2022年3月25日）[63]
  - ABEMA BOATRACE CRUISE『クロちゃんとクルーちゃん』（2022年4月1日 - 2023年3月31日）[64]
  - ABEMA BOATRACE CRUISE in 六本木 vol.1（2022年12月9日）[65]
  - ABEMA BOATRACE SPACE『クロちゃんとクルーちゃん2nd』（2023年4月7日 - 2024年3月29日）[66]
  - ABEMA BOATRACE COLORS『クロクルパレット』（2024年4月5日 - 、ABEMA）
- ラスアイのクロ歴史だってよ!!（2020年9月19日、ABEMA） - MC[67]
- 新EXガールズオーディション（2023年1月31日 ‐ 3月25日、SPOOX EX） - MC
- 大脱出（2023年2月22日、DMM TV）[68]
- 風雲!たけし城（2023年4月21日 - 、Amazon Prime Video）

### ゲーム
- ムシブギョー（2013年、バンダイナムコゲームス） - 穴山小介 役[69]

### 映画
- トミカヒーローシリーズ - マールの声 役
  - トミカヒーロー レスキューフォース 爆裂MOVIE マッハトレインをレスキューせよ!（2008年）
  - 爆走!トミカヒーローグランプリ（2008年）
- TEAM NACS FILMS「N43°」（2009年）
- 事故物件 恐い間取り（2020年）
- ウルトラマンデッカー最終章 旅立ちの彼方へ…（2023年2月23日） - ゼラン星人の声 役[70]
- 逃走中 THE MOVIE:TOKYO MISSION（2024年7月19日） - 本人 役[71]

### 配信ドラマ
- クロちゃんずラブ〜やっぱり、愛だしん〜（2023年3月22日 - 25日、Paravi） - 本人をモデルとしたドラマで、スタジオの感想パートにも出演[72]

### 舞台
- 舞台『AGASA-アガサ-』完璧な殺人鬼（2024年12月11日、EX THEATER ROPPONGI）[73]

### CM
- フクピカ（SOFT 99）
- 肌研（ハダラボ）・ 化粧水の極潤ヒアルロン液（ロート製薬） - ナレーションのみ
- ボールド（P&Gジャパン） - 玉山鉄二の相手役
- しまむら（ナレーション）
- サントリーフーズ「ビタミンウォーター」（ナレーション）
- トヨタレンタリース「ReBORNキャンペーン」
- ミクシィ XFLAG モンスターストライク
  - 「夏だ!悶々!モンともミッション」キャンペーン（2018年8月 - ）[74]
  - 「モンスト6周年カウントダウン」キャンペーン 第1弾（2019年7月 - ）[75]
  - 「モンスト6周年カウントダウン」キャンペーン 第2弾（2019年8月 - ）[76]
  - 「モンスト6周年カウントダウン」キャンペーン 第3弾（2019年9月 - ）[77]
  - 「モンスト6周年カウントダウン」キャンペーン 第4弾（2019年10月 - ）[78]
  - 「モンスト6周年カウントダウン」キャンペーン ニクレンジャー（2019年10月 - ）[79]
  - 「モンスト6周年カウントダウン」キャンペーン 妖怪ウォッチ ぷにぷに（2019年10月 - ）[80]
- ウェイブ ComicFesta（2020年12月 - ）[81]
- メルカリ「“はじメル”キャンペーン」（2022年10月 - ） - 藤田ニコル、池田美優、小峠英二と共演[82]

### ラジオ
- 安田大サーカスクロちゃんのアイドルステーション（2013年4月18日 - 2018年10月4日、目黒FM）
- オレたちやってマンデー（2018年4月3日 - 2021年9月28日、MBSラジオ）
- アッパレやってまーす! 月曜日（2021年10月11日 - 、MBSラジオ）

## ディスコグラフィ
- だって恋だしん (feat.クロサッキー) - 恵比寿マスカッツ「10th ANNIVERSARY スマイル」「10th ANNIVERSARY レインボー」収録

## 連載

### 雑誌連載
- 月刊ENTAME「アイドルと僕」（2019年2月28日 - 、徳間書店）[83]

### ネット連載
- AERA dot.「死ぬ前に話しておきたい恋の話」（2019年11月21日 - 、朝日新聞出版）[84]

## 書籍

### 単行本
- クロか、シロか。クロちゃんの流儀（2019年9月13日、PARCO出版）[85] ISBN 978-4-86506-315-8
- 日本中から嫌われている僕が、絶対に病まない理由 今すぐ真似できる! クロちゃん流モンスターメンタル術30（2023年1月28日、徳間書店）[86] ISBN 978-4198655914
- クロ恋。（2025年3月19日予定、双葉社）[87] ISBN 9784575248081

### 漫画
- クロちゃんはじめての異世界転生（2020年、ComicFesta） - 本人監修[88]